# Sarah Siegelaar
Sarah Siegelaar est une rameuse néerlandaise née le 4 octobre 1981 à Heemstede. Son frère Olivier Siegelaar est aussi un rameur.

## Biographie
Aux Jeux olympiques d'été de 2004 à Athènes, Sarah Siegelaar est médaillée de bronze en huit avec Froukje Wegman, Nienke Hommes, Hurnet Dekkers, Marlies Smulders, Annemiek De Haan, Annemarieke Van Rumpt, Helen Tanger et la barreuse Ester Workel.
Aux Jeux olympiques d'été de 2008 à Pékin, elle obtient la médaille d'argent en huit avec Nienke Kingma, Femke Dekker, Roline Repelaer Van Driel, Marlies Smulders, Helen Tanger, Annemarieke Van Rumpt, Annemiek De Haan et la barreuse Ester Workel.

## Palmarès

### Jeux olympiques
- 2008 à Pékin,  Chine
  -  Médaille d'argent en huit
- 2004 à Athènes,  Grèce
  -  Médaille de bronze en huit

### Championnats du monde
- 2003 à Milan,  Italie
  -  Médaille d'argent en quatre sans barreur